# 土御門久脩
土御門 久脩（つちみかど ひさなが）は、安土桃山時代から江戸時代前期にかけての公卿・陰陽師。陰陽頭・土御門有脩の子。官位は従三位・非参議、陰陽頭、左衛門佐。安倍氏土御門家31代当主。

## 経歴
幼き時より天文道や暦道を学ぶ。元亀3年（1572年）に元服し、天正元年（1573年）12月28日・14歳の時に、朝廷陰陽寮の長官・陰陽頭となる。
当時、土御門家と並んで陰陽道宗家の双璧であった賀茂氏勘解由小路家の当主・在富の唯一の息子である賀茂在昌は、永禄7年（1564年）に妻子を連れて京を出奔して、キリシタンとなって豊後府内に留学していた。在富は後継者が不在のまま、永禄8年（1565年）死去。嗣子がないため、久脩の祖父・土御門有春の四男で久脩の叔父に当たる福寿丸（1553-1575・13歳）を勘解由小路在高として養子に入れて相続していたが、在高は天正3年（1575年）に23歳で夭折してしまう。
これを受けて同年、16歳で久脩は勘解由小路在綱（かでのこうじ あきつな）と改姓改名して、勘解由小路家を嗣ぐことになった。同年、従五位上・左馬助に叙任される。
しかしそれも束の間、天正5年（1577年）1月2日、父・土御門有脩が死亡してしまう。これに伴い、唯一の嫡子である久脩改め在綱は、同年3月26日、土御門久脩へと復姓復名し、土御門家当主を嗣いだ。
その後、織田信長、豊臣秀吉と仕え、天正8年（1580年）には21歳で正五位下・天文博士に叙任されたが、天文博士は陰陽頭の格下であり、位階こそ昇格しているものの、官職の上では降格である。また、その後は長らく官位昇進が無かった。
天正10年（1582年）、織田信長の推挙により「公家成り」を果たし、以後、土御門家は地下から堂上公家となる（江戸時代に「半家」とされた堂上公家）。同年、次の閏月を天正11年（1583年）閏1月とするべきだとする陰陽寮が作成した京暦と、それとは異なる天正10年（1582年）閏12月とするべきだという伊豆国の三嶋大社が作成した三島暦とで改暦問題が発生した。久脩は信長に呼び出されて安土城に向かい、論争をしたが決着は付かなかった。しかし、信長は三島暦にするように朝廷に働きかけを行っている。公家衆は無論京暦を支持したのであるが、信長は6月1日に上洛すると再びこの話を持ち出している。ところが、翌日に本能寺の変が発生して信長が自刃したためにこの話は立ち消えとなった（改暦#天正10年の例参照）。
久脩は文禄4年（1595年）に秀吉の怒りを買ってしまい、多数の陰陽師とともに尾張国に配流された。これは豊臣秀次の事件に連座したものといわれている。
慶長5年（1600年）関ヶ原の戦いののちの11月、勅命により再び上洛。翌年には代々の所領で別邸のある若狭国名田庄を引き上げ、京郊外の梅小路村（梅林寺・稲住神社・円光寺付近）に邸宅を構えた。徳川家康に陰陽道宗家と認められ、183石6斗の家禄を与えられた。また、公家昵懇衆として家康に仕えた。
徳川幕府では家康、秀忠、家光と徳川家三代の将軍宣下に伴う、また後陽成天皇、後水尾天皇の即位に伴う天曹地府祭を執行している（後陽成天皇の天曹地府祭は即位後15年を経た慶長6年（1601年）1月30日に斎行）。
慶長16年（1611年）、15年ぶりに官位昇進して従四位下・左衛門権佐に叙任され、慶長18年（1613年）には従四位上・左衛門佐、元和2年（1616年）には正四位下に叙任されている。
元和5年（1619年）9月、2代将軍・徳川秀忠の娘である和子入内を目前にして発覚した宮中内の不祥事（特におよつ御寮人事件）に伴い、｢禁中並公家諸法度｣違反とされ、京都所司代・板倉勝重を通して幕府より内裏への出仕停止・謹慎を申し渡される。
後水尾天皇は一連の処分に激しく不満を示し、弟の近衛信尋への譲位までほのめかした。これを諫めるため、公家側は元関白･近衛前久や現職の関白・九条忠栄が、幕府側は和子入内における朝廷との折衝役であった藤堂高虎が仲介・奔走。結局、幕府に不満を持っていた新上東門院崩御に伴って、和子入内に積極的であった天皇生母中和門院（中和門院は九条家出身）が台頭したこと、朝廷から和子入内の確約を幕府に示すことで久脩らは赦免・再出仕となる。
元和7年（1621年）に従三位・非参議に叙せられ、公卿に列格している。

## 系譜

### 家族
- 父：土御門有脩
- 母：不詳
- 妻：三淵晴員の娘
- 生母不明の子女
  - 男子：土御門泰重 - 左兵衛督、従二位・非参議
  - 男子：倉橋泰吉 - 倉橋家初代、民部卿
  - 男子：五辻斉仲 - 神楽を司る五辻家（宇多源氏末裔の公家）、非参議・五辻之仲の養子

### 末裔
土御門久脩を経て伝わってきた安倍晴明の男系血脈は、宇多源氏綾小路家の子で倉橋家（土御門久脩の末裔・安倍氏支流）の養子となった倉橋有儀（1738年 - 1784年）と、その息子で土御門家の養子となった土御門泰栄（1758年 - 1806年）の代で断絶しており、現在の土御門家・倉橋家当主はいずれも更に養子相続を繰り返した結果、久脩の父・有脩から数えて共に4回も女系を経た遠縁となってしまっている。
一方、久脩の血筋は、5代目の男系子孫・倉橋泰章（1687年 - 1753年）の娘が萩原員領の妻になり子を残しているため、卜部氏萩原家とそこから養子に出た幾つかの堂上公家・華族の子孫に受け継がれている。これに由来し、その後も男系相続された（女系を1回のみしか経ていない）末裔に限っても、岩倉具視とその玄孫の京都大学教授岩倉具忠ら岩倉家、春日大社宮司花山院弘匡ら花山院家、太秦家などが現存する。
明治時代の土御門家当主・子爵土御門晴榮も、萩原家から養子に出た卜部氏錦織家からの養子のため、この系譜に連なる。